# 34th Street (Manhattan)

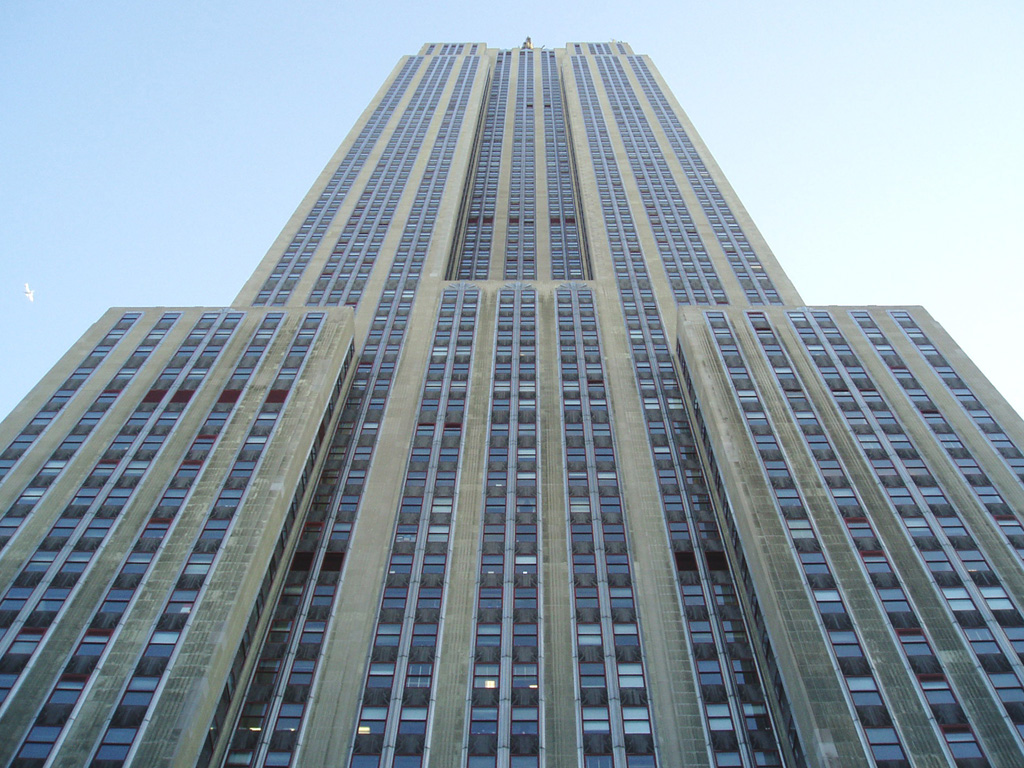
Das Empire State Building an der 34th Street und Fifth Avenue

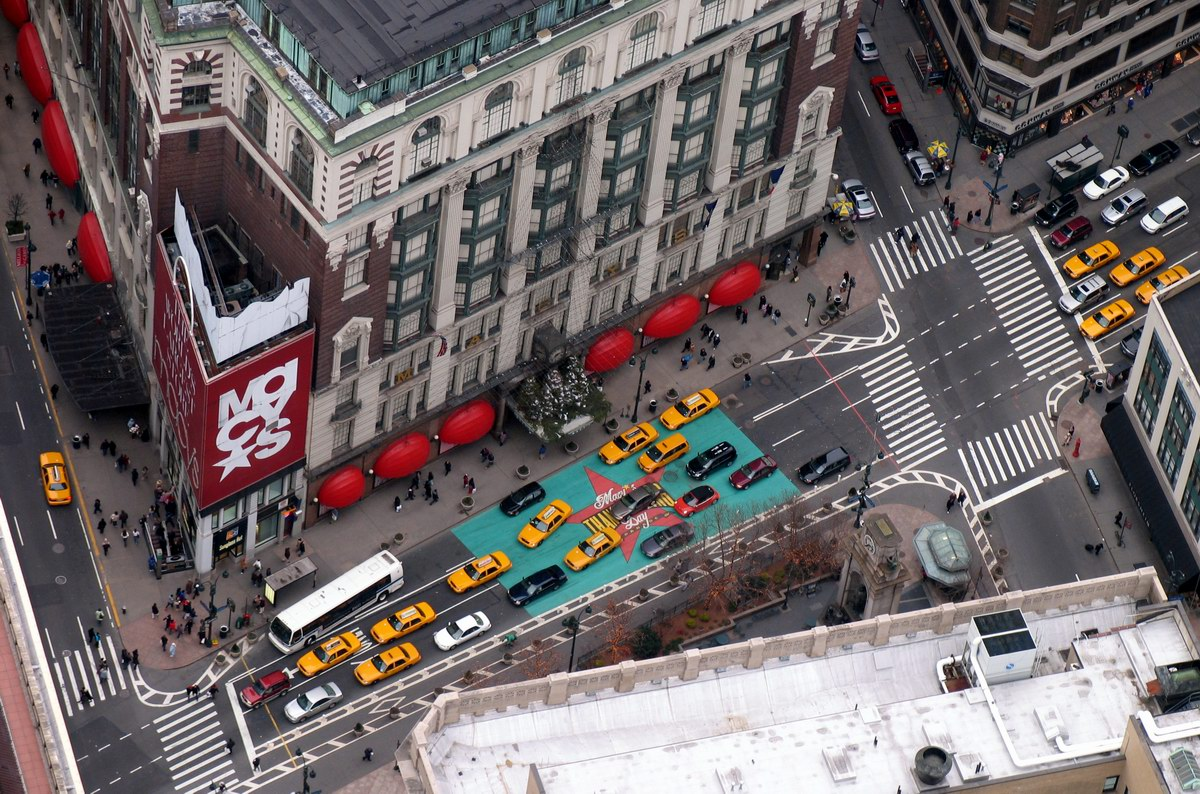
Zwischen der 7th Avenue und Broadway befindet sich Macy’s, das für sich in Anspruch nimmt, das größte Kaufhaus der Welt zu sein („world's largest department store“).

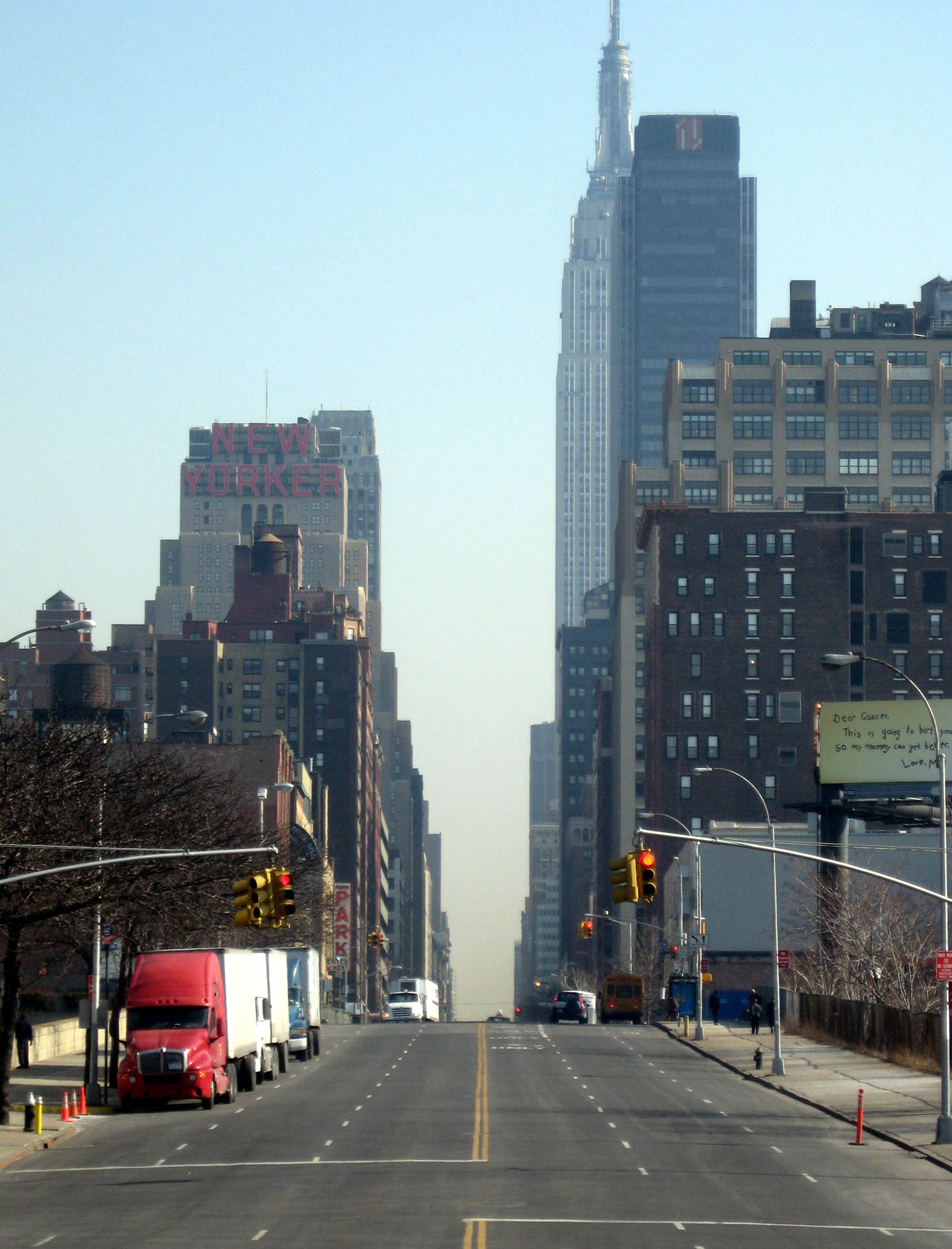
Das westliche Ende der West 34th Street

Die 34th Street ist eine Hauptstraße in New York Citys Stadtbezirk Manhattan.

## Lage
Die 34th Street befindet sich in Midtown Manhattan und durchquert die Insel von West nach Ost. Dabei verbindet sie zugleich den Lincoln Tunnel auf der Westseite Manhattans mit dem Queens-Midtown Tunnel im Osten.
Auf der West Side durchquert die 34th Street vom Hudson River bis zur Eighth Avenue das Viertel Hell’s Kitchen und zwischen der Fifth Avenue und Sixth Avenue Koreatown. Zugleich bildet sie zwischen der Fifth und Ninth Avenue die südliche Grenze des Garment District und die südliche Grenze von Murray Hill zwischen der Madison Avenue und dem East River.

## Nahverkehr
Die 34th Street hat wie viele Hauptstraßen in New York City eigene Buslinien (M34 SBS und M34A SBS) sowie vier U-Bahn Haltestellen an der Eleventh Avenue (34th Street (IRT Flushing Line) – im Bau befindlich, Eighth Avenue (Linien A, C und E), Seventh Avenue (Linien 1, 2 und 3), Herald Square (Linien B, D, F, M, N, Q, R und PATH) und Park Avenue (Linien 4 und 6).
Im April 2010 schlug das New York City Department of Transportation einen Bus Rapid Transit entlang der 34th Street vor. Um dafür eine eigene Busspuren auszuweisen, müsste die Straße in eine Einbahnstraße umgewandelt werden. Sie würde dann westlich der Sixth Avenue Richtung Westen verlaufen und östlich der Fifth Avenue Richtung Osten. Dadurch würde zwischen der Sixth Avenue und der Fifth Avenue ein Platz für Fußgänger entstehen.

## Verlauf der 34th Street (West nach Ost)
Am westlichen Ende der Straße befindet sich der Hudson River, der West Midtown Ferry Terminal, der West 30th Street Heliport, der Hudson River Greenway, der West Side Highway und das Jacob K. Javits Convention Center – New York Citys wichtigstes Kongresszentrum.
Die 34th Street ist eine wichtige Einkaufsstraße, und obwohl sie in den 1970er Jahren einen Niedergang erfuhr, kam es im späten 20. Jahrhundert zu einem Aufschwung mit neuen Geschäften. Eine riesige Videoleinwand und Leuchtreklame an der Kreuzung von 34th Street und Broadway erweckt den Eindruck eines Mini-Times Square. Zwischen der Seventh Avenue und dem Broadway befindet sich das berühmte Kaufhaus Macy’s, das auch eine Rolle im Weihnachtsfilm Miracle on 34th Street spielt und für sich in Anspruch nimmt, das größte Kaufhaus der Welt zu sein („world's largest store“). Die jährliche Macy’s Thanksgiving Day Parade endet an der 34th Street. Filialen großer Ketten finden sich zwischen der 8th und 5th Avenue.
Östlich des Herald Square wird der Einfluss der East Side mit ihren Bürohochhäusern in den Vierteln Kips Bay und Murray Hill spürbar.
An der Fifth Avenue befindet sich das Empire State Building auf einer der seltenen Felsplatten aus reinem Manhattan-Schiefer. Es war lange Zeit das höchste Gebäude New York Citys und beherrschte die Skyline der Stadt.
Am östlichen Ende der 34th Street finden sich luxuriöse Mietshäuser. Am East River befinden sich der FDR Drive, der East River Greenway, auf dem man bis zum Südende Manhattans mit dem Rad fahren kann, sowie die East 34th Street Ferry Landing für den NY Waterway, SeaStreak und den East 34th Street Heliport.

## Orte entlang der 34th Street (West nach Ost)
- Jacob K. Javits Convention Center
- Congregation Beth Israel West Side Jewish Center
- Manhattan Center
- Hammerstein Ballroom
- New Yorker Hotel
- One Penn Plaza
- Penn Station
- Macy’s
- Herald Square
- Empire State Building
- Sy Syms School of Business
- New York Estonian House
- St. Vartan Cathedral
- Rusk Institute of Rehabilitation Medicine des New York University Medical Centers

## Kreuzungen (West nach Ost)
- West Side Highway
- Eleventh Avenue
- Tenth Avenue
- Dyer Avenue – Zugang zum Lincoln Tunnel
- Ninth Avenue
- Eighth Avenue
- Seventh Avenue
- Broadway
- Sixth Avenue (Avenue of the Americas)
- Fifth Avenue (Hier wird aus der West 34th Street die East 34th Street)
- Madison Avenue
- Park Avenue
- Lexington Avenue
- Third Avenue
- Second Avenue
- First Avenue
- FDR Drive